# Китайский бабакс
Китайский бабакс (в 2018 году из рода Бабаксы, тем не менее, по итогам молекулярных исследований перемещён в Pterorhinus. Актуальное биноминальное название: Pterorhinus lanceolatus).

## Распространение
Обитают в Китае, Гонконге, Индии и Мьянме. Естественной средой обитания птиц являются субтропические и тропические влажные равнинные леса, а также горные леса.

## Описание
Длина 22.5-29.5 см. Окрас относительно бледный. Верхняя часть тела птицы окрашена в тёмно-коричневый цвет, нижняя — в бежевый. Длинный хвост, серый клюв, белые радужные оболочки и серые ноги. Молодая птица, как правило, более бежевая, чем взрослая особь.